# Tatihou

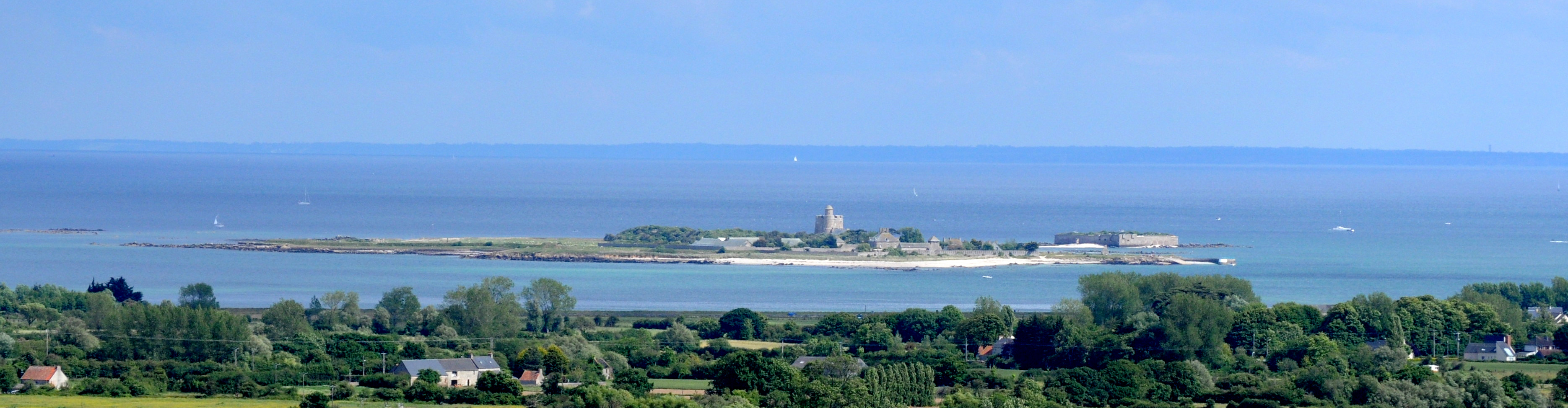
Tatihou

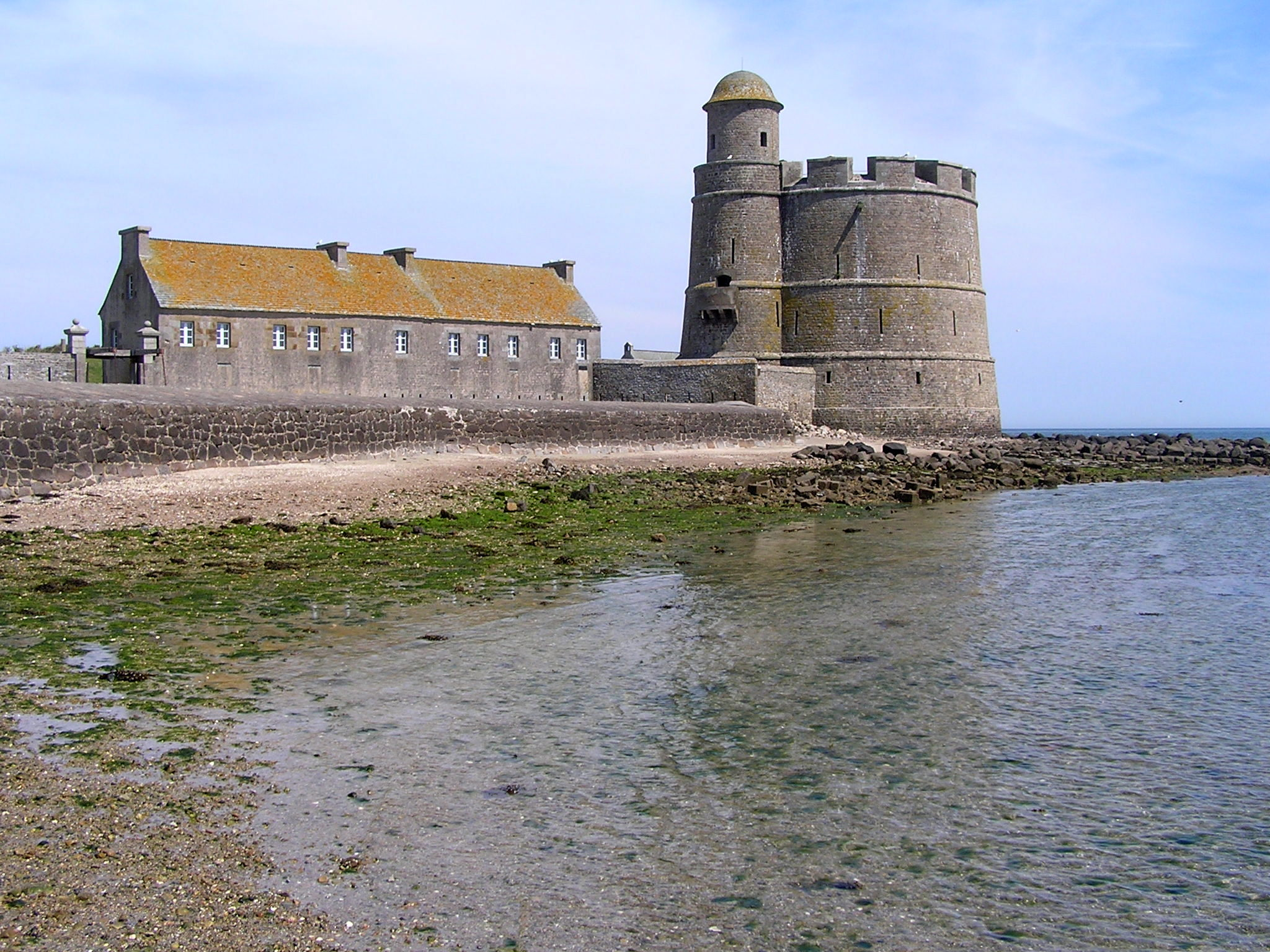
Het fort met de Tour Benjamin la Combe

Tatihou (Frans: Île Tatihou) is een Frans eiland voor de Normandische kust dat onderdeel is van de gemeente Saint-Vaast-la-Hougue. Het eiland is 28 hectare groot en ligt op ongeveer een kilometer voor de haven van Saint-Vaast.

## Geschiedenis
De naam van het eiland is van Oudnoordse oorsprong. Tat is een Scandinavische eigennaam en hou betekent eiland. Het eiland is in het verleden lang bewoond geweest. Bij laagtij kan het eiland te voet bereikt worden. 
Nadat de Engelsen in de zeeslag van La Hougue (1692) een Franse vloot vernielden werd er naar plannen van Vauban een fort op het eiland gebouwd. De Tour Benjamin la Combe (20 meter hoog) op het eiland en een gelijkaardige toren op drie kilometer afstand op het schiereiland van La Hougue moesten de haven van Saint-Vaast beschermen. In 1722 werd er een lazaret gebouwd om scheepsbemanningen en ladingen in quarantaine te kunnen plaatsen. Tijdens de Tweede Wereldoorlog werden er op het zuidoosten van het eiland bunkers gebouwd door de Duitsers. Verder is er het Fort de l'Îlet dat bij hoog water een apart eilandje vormt.
Tussen 1948 en 1984 was er een heropvoedingsgesticht voor jongeren op het eiland. In het voormalige lazaret is er een museum over de geschiedenis van het eiland gevestigd.

## Natuur
Tussen maart en november wordt het eiland begraasd door schapen. Het eiland is een belangrijke ornithologische site (Site ornithologique majeur) met 150 vogelsoorten die er nestelen of overwinteren waaronder rotganzen. Rond het eiland liggen commerciële oestervelden.